# Woodmont
Woodmont é um distrito localizado no estado americano de Connecticut, no Condado de New Haven.

## Demografia
Segundo o censo americano de 2000, a sua população era de 1711 habitantes.
Em 2006, foi estimada uma população de 1759, um aumento de 48 (2.8%).

## Geografia
De acordo com o United States Census Bureau tem uma área de
2,5 km², dos quais 0,7 km² cobertos por terra e 1,8 km² cobertos por água. Woodmont localiza-se a aproximadamente 7 m acima do nível do mar.

## Localidades na vizinhança
O diagrama seguinte representa as localidades num raio de 16 km ao redor de Woodmont.